# O.S.T.R.

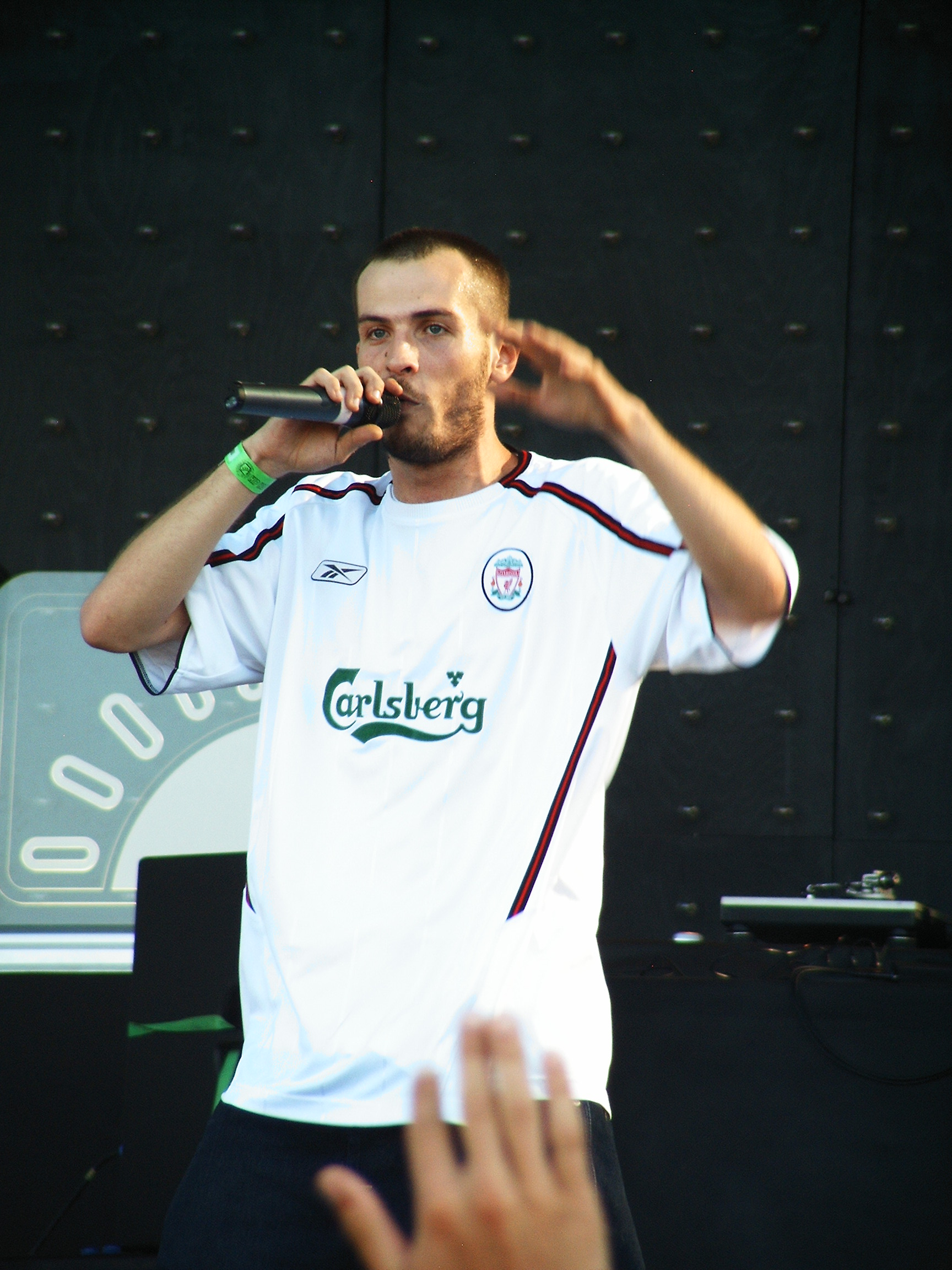
O.S.T.R. beim Hip Hop Kemp (2006)

O.S.T.R. (* 15. Mai 1980 in Łódź, Polen, bürgerlich Adam Andrzej Ostrowski) ist ein polnischer Rapper.

## Leben
O.S.T.R. gehört zu den bekanntesten Vertretern der polnischen Hip-Hop-Szene. Er ist bekannt für seine außergewöhnlichen Freestyling-Fähigkeiten. Ersten kommerziellen Erfolg erreichte er 2002 mit dem Album Tabasko (Asfalt Records), für das er u. a. für einen Fryderyk nominiert wurde. Sein politisch engagiertes Album Hollyłódź wurde 2008 mit einem Fryderyk ausgezeichnet, ebenso das 2010er O.c.b. und das 2015er Kartagina (mit Marco Polo). Etliche seiner Alben erreichten in Polen Gold- bzw. Platin-Status.
2015 wurde er an einem Lungenflügel operiert. Diese Erfahrung verarbeitete er auf dem Album Życie po śmierci (2016).
Er studierte Geige an der Musikakademie Łódź.

## Diskografie
| Jahr | Titel                          | Höchstplatzierung, Gesamtwochen, AuszeichnungChartsChartplatzierungen (Jahr, Titel, Platzierungen, Wochen, Auszeichnungen, Anmerkungen) | Anmerkungen                                                                         |
| Jahr | Titel                          | PL | Anmerkungen                                                                         |
| ---- | ------------------------------ | --- | ----------------------------------------------------------------------------------- |
| 1999 | Epidemia 99 (kaseta)           | PL7 (1 Wo.)PL | Charteinstieg: 2019                                                                 |
| 2001 | Masz to jak w banku            | PL41 (1 Wo.)PL | Charteinstieg: 2022 dt.: „Das hast du sicher“                                       |
| 2002 | 30 minut z życia               | PL5 (1 Wo.)PL | Charteinstieg: 2022; dt.: „30 Minuten aus dem Leben“                                |
| 2002 | Tabasko                        | PL3 (2 Wo.)PL | Erstveröffentlichung: 24. Juni 2002                                                 |
| 2003 | Jazz w wolnych chwilach        | PL14 Platin · (9 Wo.)PL | dt.: „Jazz in freien Momenten“                                                      |
| 2004 | Jazzurekcja                    | PL5 Gold · (14 Wo.)PL |                                                                                     |
| 2005 | Szum rodzi hałas               | PL6 (6 Wo.)PL | Erstveröffentlichung: 23. Mai 2005 mit Emade als POE; dt.: „Geräusche gebären Lärm“ |
| 2006 | 7                              | PL2 (14 Wo.)PL | Erstveröffentlichung: 24. Februar 2006                                              |
| 2007 | HollyŁódź                      | PL2 Gold · (12 Wo.)PL | Erstveröffentlichung: 23. Februar 2007                                              |
| 2008 | Ja tu tylko sprzątam           | PL1 Gold · (14 Wo.)PL | Erstveröffentlichung: 20. Februar 2008 dt.: „Ich räum hier nur auf“                 |
| 2009 | O.C.B.                         | PL2 Gold · (11 Wo.)PL |                                                                                     |
| 2010 | Tylko dla dorosłych            | PL1 Platin · (27 Wo.)PL | dt.: „Nur für Erwachsene“                                                           |
| 2010 | Złodzieje zapalniczek          | PL5 (12 Wo.)PL | Erstveröffentlichung: 1. Dezember 2010 mit Emade als POE; dt.: „Feuerzeugdiebe“     |
| 2011 | Jazz Dwa Trzy                  | PL2 Platin · (14 Wo.)PL | Erstveröffentlichung: 22. Juli 2011 dt.: „Jazz Zwei Drei“                           |
| 2013 | Haos                           | PL1 Platin · (30 Wo.)PL | Erstveröffentlichung: 26. Februar 2013 mit Hades                                    |
| 2014 | Kartagina                      | PL1 Gold · (22 Wo.)PL | Erstveröffentlichung: 4. März 2014 mit Marco Polo                                   |
| 2015 | Podróż zwana życiem            | PL1 ×2Doppelplatin · (49 Wo.)PL | Erstveröffentlichung: 23. Februar 2015 dt.: „Reise namens Leben“                    |
| 2016 | Życie po śmierci               | PL1 Diamant · (96 Wo.)PL | Erstveröffentlichung: 26. Februar 2016 dt.: „Leben nach dem Tod“                    |
| 2017 | MTV Unplugged – Autentycznie   | PL2 Gold · (26 Wo.)PL | Erstveröffentlichung: 28. April 2017                                                |
| 2018 | W Drodze Po Szczęście          | PL1 ×2Doppelplatin · (39 Wo.)PL | Erstveröffentlichung: 23. Februar 2018 dt.: „Auf dem Weg zum Glück“                 |
| 2019 | Instrukcja Obsługi Świrów      | PL1 Platin · (45 Wo.)PL | Erstveröffentlichung: 22. Februar 2019 dt.: „Gebrauchsanweisung für Spinner“        |
| 2019 | Arhytmogenic                   | PL2 (4 Wo.)PL | Erstveröffentlichung: 10. Oktober 2019 mit Magiera, EP                              |
| 2020 | Gniew                          | PL1 Platin · (21 Wo.)PL | Erstveröffentlichung: 16. September 2020 dt.: „Wut“                                 |
| 2020 | Hao2                           | PL1 Gold · (11 Wo.)PL | Erstveröffentlichung: 11. Dezember 2020                                             |
| 2022 | 042 Requiem                    | PL1 (3 Wo.)PL | Erstveröffentlichung: 9. November 2022                                              |
| 2023 | Diaporama                      | PL1 (12 Wo.)PL | Erstveröffentlichung: 12. April 2023                                                |
| 2024 | Poczekaj, sprawdzę w telefonie | PL2 (1 Wo.)PL | Erstveröffentlichung: 29. Februar 2024 mit Młody Olisadebe, & Luck7                 |

grau schraffiert: keine Chartdaten aus diesem Jahr verfügbar

### Singles
- 2023: Poza światem (Kali, Magiera feat. O.S.T.R., PL: Gold)